# Josef Zlámal
Josef Zlámal (1. července 1915 Halenkovice – 22. prosince 2008) byl český katolický kněz a převor Českého velkopřevorství Suverénního řádu sv. Jana Jeruzalémského z Rhodu a Malty (od 1994).

## Život
Na kněze byl vysvěcen 5. července 1941 v Olomouci. V roce 1949, kdy působil ve Frýdlantu v Čechách, přes zákaz komunistických úřadů přečetl ve zdejším děkanském kostele Nalezení svatého Kříže pastýřský list Hlas biskupů a ordinářů věřícím v hodině velké zkoušky, za což byl zatčen a odsouzen na 10 let vězení. Vězněn byl až do roku 1963. V roce 1972 byl vybrán Řádem za budoucího představeného pražského konventu, od roku 1989 působil v Praze. V letech 1997–2002 byl farářem farnosti u kostela P. Marie pod řetězem v Praze na Malé Straně.
V roce 2004 mu prezident Václav Klaus propůjčil Řád Tomáše Garrigua Masaryka „za vynikající zásluhy o demokracii a lidská práva“.